# エアスピード ホルサ
エアスピード ホルサ
エアスピード AS.51 ホルサ
- 用途：兵員輸送用軍用グライダー
- 製造者：エアスピード社（英語版）
- 運用者：イギリス陸軍航空隊・アメリカ陸軍航空軍
- 初飛行：1941年9月12日
- 生産数：3,600機以上
- 運用開始：1941年

エアスピード ホルサ（Airspeed Horsa）は、イギリスの航空機メーカーであるエアスピード社により第二次世界大戦中に製造された兵員輸送用軍用グライダーである。ホルサという名前は、5世紀のイギリス南部の征服者ホルサに因んで付けられた。ホーザとも表記される。
イギリス空軍最初の本格的な輸送用グライダーである。1940年に航空省からの要求で開発が開始され、1941年9月12日に試作1号機が初飛行した。全木製の大型グライダーで、2名の乗員以外に最大25名の完全武装兵士、もしくはかなりの貨物を搭載可能であった。側面に乗降扉のあるMk.I型が2,231機、機首部がヒンジ止めになっており、軽車両の乗降が可能になったMk.II型が1,560機製造されている。
作戦時には、スターリングやハリファックスのような爆撃機に曳航されることが多かった。着陸装置は3輪式で、離陸直後に機体中央部の主輪2つを離脱し、着陸の際は前輪と胴体下部の緩衝装置を使った。優秀な機体であり、アメリカ軍でも使用された。
1942年11月に行われたノルウェーの重水工場襲撃が初陣で、その後シチリア島進攻、ノルマンディー上陸、アルンヘイム作戦など大戦最後の2年間の大作戦に参加している。最後に使用されたのは1945年のライン川渡河作戦であり、440機が投入されている。

## 性能
- 乗員：2名[1]
- 兵員：25名[2]
- 全長：20.42m[1]
- スパン：26.82m[1]
- 全高：5.94m[3]
- 翼面積：106.7m²
- 空虚重量：3,400kg
- 全備重量：7,031kg[1]
- 翼面荷重：64.8kg/m²
- 最高速度：241km/h（曳航時）、161km/h（降下時）[1]